# Hourstonius breviculus
Hourstonius breviculus is een vlokreeftensoort uit de familie van de Amphilochidae. De wetenschappelijke naam van de soort is voor het eerst geldig gepubliceerd in 1983 door Hirayama.